# Tarachidia holophaea
Tarachidia holophaea là một loài bướm đêm trong họ Noctuidae.